# 뤼실 그란

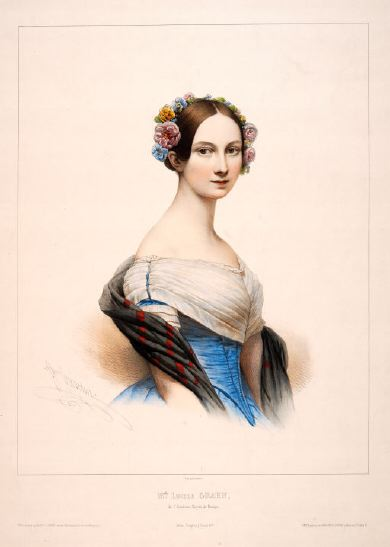
뤼실 그란

뤼실 알렉시아 그란영(덴마크어: Lucile Alexia Grahn-Young, 1819년 6월 30일 ~ 1907년 4월 7일)은 덴마크의 발레 무용수이다.
코펜하겐에 위치한 덴마크 왕립극장 학교에서 아우구스트 부르농빌(August Bournonville)의 가르침을 받았으며 1834년부터 덴마크 왕립극장 소속 발레 무용수로 활동했다. 1839년부터 1845년까지 프랑스 파리 오페라 발레단 소속 무용수로 활동했고 영국 런던, 러시아 상트페테르부르크, 이탈리아 밀라노 등 유럽의 주요 도시들을 오가면서 발레 공연을 선보였다.
1856년에 발레 무대에서 은퇴하면서 프리드리히 영(Friedrich Young)과 결혼했다. 1858년부터 1861년까지는 독일 라이프치히, 1869년부터 1875년까지는 독일 뮌헨에서 발레 학교 교사로 근무했다.